# Forton (Gosport)
Forton – dzielnica miasta Gosport, w Anglii, w Hampshire, w dystrykcie Gosport. W 2011 osada liczyła 4743 mieszkańców.